# كولتون روش
كولتون روش (بالإنجليزية: Colton Roche)‏ هو لاعب دوري الرغبي أيرلندي، ولد في 23 يونيو 1993 في ليدز في المملكة المتحدة.